# Partei des Fortschritts und des Sozialismus
Die Partei des Fortschritts und des Sozialismus (arabisch حزب التقدم والاشتراكية, DMG ḥizb at-taqaddum wa-l-ištirākiyya, Zentralatlas-Tamazight ⴰⴽⴰⴱⴰⵔ ⵏ ⵓⴼⴰⵔⴰ ⴷ ⵜⵏⵎⵍⴰ Akabar n Ufara d Tnmla, französisch Parti du progrès et du socialisme, PPS), ehemals Marokkanische Kommunistische Partei, ist eine marokkanische politische Partei der sozialistischen Ideologie. Seit 2007 ist die Partei als Teil unterschiedlicher Koalitionen an den Regierungen des Landes beteiligt.
Das Wahlsymbol der PPS ist ein Buch.

## Geschichte
Die PPS ist die dritte vom Kommunisten Ali Yata gegründete Partei, nachdem die 1943 gegründete Parti Communiste Maroccain (PCM) und die 1969 gegründete Parti de Libération et de Socialisme (PLS) jeweils verboten und aufgelöst worden waren. Die Partei wurde im Jahre 1974 gegründet und hielt ihren ersten nationalen Kongress im Jahre 1975 ab. Die Partei bewahrt die Kontinuität der marokkanischen sozialistischen und Arbeiterbewegung, die sich seit der Mitte der 1940er Jahre für die Unabhängigkeit Marokkos von Spanien und Frankreich und für den Aufstieg einer Gesellschaft der Gerechtigkeit und Gleichheit einsetzte. In den 1960er Jahren kämpfte sie für ein pluralistisches, demokratisches und fortschrittliches Marokko. Sie ging durch die schwierigen Bedingungen des Kolonialismus, später durch die Jahre des Bleis (Jahre von 1956 bis 1999), in denen Marokkos traditionalistisch-reaktionären Gruppen mit den Mitteln des Ausnahmezustands den Rechtsstaat beseitigte, und Ideen von Pluralismus und Freiheit ablehnten.
Die PPS war Teil der informellen Parteien-Koalition Al-Koutla, mit welcher sie 2007 Regierungspartner von Premierminister Abbas El Fassi wurde.
Seit der Parlamentswahl 2011 jedoch ist die PPS als Koalitionspartner an den Regierungen der Mehrheitspartei Partei für Gerechtigkeit und Entwicklung (PJD) beteiligt. Bei der letzten Parlamentswahl im Jahre 2016 holte die PPS 4,5 % der Stimmen und 12 Sitze.

## Liste der Generalsekretäre (Parteivorsitzenden)
- Ali Yata, Gründer (1974–1997)
- Moulay Ismaïl Alaoui (1997–2010)
- Mohamed Nabil Benabdallah (seit 2010)

## Wahlergebnisse
| Wahlergebnisse Nationalversammlung im Parlament (1974–2016) | Wahlergebnisse Nationalversammlung im Parlament (1974–2016) | Wahlergebnisse Nationalversammlung im Parlament (1974–2016) |
| Jahr                                                        | Stimmenanteil                                               | Sitze                                                       |
| ----------------------------------------------------------- | ----------------------------------------------------------- | ----------------------------------------------------------- |
| 1977                                                        | 0,38 %                                                      | 1/264                                                       |
| 1984                                                        | 0,65 %                                                      | 2/306                                                       |
| 1993                                                        | 3,00 %                                                      | 10/333                                                      |
| 1997                                                        | 2,76 %                                                      | 9/325                                                       |
| 2002                                                        | 3,00 %                                                      | 11/325                                                      |
| 2007                                                        | 5,4 %                                                       | 17/325                                                      |
| 2011                                                        | 5,7 %                                                       | 18/395                                                      |
| 2016                                                        | 4,5 %                                                       | 12/395                                                      |